# 99年的愛
《99年的愛》，是東京放送控股開業60週年紀念作，日本新聞網於到2010年11月3日到11月7日5晚連續播放的特別電視劇節目。
在日文節目名之前標明了「TOYOTA Panasonic Special」，由豐田汽車和松下電器2間公司特別贊助。

## 概要
一個在美國生活了99年的日裔家庭，由忍受白人的不平等對待到因戰爭而分開，就算苦難連連都保持自己的信念，時代巨輪之下的愛的故事。
本作的腳本由製作擔任橋田壽賀子所作，在戰爭時期成長的橋田自小就相當厭惡美國，但在自從得知鈴木一朗在美國職棒大聯盟活躍之後就開始對美國有了一些好印象，由此時起橋田壽賀子就開始收集相關資料。而鈴木一朗本人在本作的第一話中都有出現。

## 故事
- 在經過70年的歲月之後，日裔2代太田幸（岸惠子）和自己的孫子直人（加藤翼）、媳婦景子（堀内敬子）再次回到自己出身的國家－美國，在不知情下由媳婦安排和70年沒有見面的大嫂志信（八千草薫）和二哥次郎（上條恒彦）再次相見，雖然最初不情願，但最後一刻打破自己的心理關口，和家人重聚。
- 幸回到70年前生活和成長的地方，發現事物依舊、人面全非，不禁回憶起往事，就在此時，志信的曾孫－拓也回到家中，更和大家一起看平松家的家庭相片，當看見平松長吉－幸的父親的相片時，拓也表示當年的日本人在美國的生活和現在相差好大的時候，直人感到相當吃驚，雖然拓也對直人不清楚自然祖先的往事感到不認同，但都是細心向直人講解長吉的故事……

## 角色
- 角色名字 - 演員／無綫電視配音

### 回憶編

#### 平松家(美國)
平松長吉 - 草彅剛／陳廷軒(19~29歲)、中井貴一／張炳強(47歲~)
在島根縣的奧出雲出生。1911年隻身去到美國的第1代日裔美國人，因此沒有美國國籍。赴美7年間，一直都沒有固定的地方可以長留，輾轉在不同農場工作，過著所謂的「Blank Wanderer」生活，直到和智相遇、結婚的契機，先開始建設自己的農場，最後成了「平松農場」的基礎。由於是農家出生，認為媳婦一定要是可應付農業工作的農家，所以最初對志信的態度相當冷淡。
平松(村上)智 - 井本絢子／梁少霞(23~26歲)、泉平子／許盈(44歲~)
岡山縣新見的貧農的次女。原本由作為長女的姐姐赴美，但在出發前姐姐臨時變故去了東京工作，她只好代替姐姐赴美。在那裡遇見的長吉之後和其結婚。婚後生了4個健康的子女。對志信相當信賴，支持她和一郎的婚姻。個性溫厚，是家庭的精神支柱。
平松一郎 - 草彅剛／陳廷軒
平松家長男。四兄妹的領導者，有現實主義者的一面。在美國出生的日裔第2代，有著美國國籍。熱愛學習，在西雅圖大學主修法律，希望有助於提高日裔美國人過平等生活。在大學遇見志信之後開始交往，不過因為兩人身分的差異被長吉反對。長吉被FBI拘留之前託付他保護好農場的後事，但因為要與家人一起到強制收容所，只好賤價賣出全數財產。在收容所與志信一同從事教育小朋友工作，後來在回答美國政府的忠誠登記表第27和28條問題時 ，不理會母親的意願答「yes」，不久之後就加入美軍。
平松(松沢)志信 - 仲間由紀惠／鄭麗麗(回憶編)、八千草薫／袁淑珍(現代編)
外交官的女兒。在大學快被美國人性侵犯之時得到一郎的幫助，之後成為一郎的戀人。日美關係惡化時，與父母一起為回國而登上前往日本的交換船，但因為和一郎難斷的感情，在起航不久跳船，用自力游回西雅圖。
平松次郎 - 松山研一／李致林(回憶編)、上條恒彦／譚炳文(現代編)
平松家次男。在美國出生的日裔第2代。有著美國國籍。與喜歡學習的哥哥對比鮮明，不愛上學、熱衷農務。對志信一見鍾情，就算去到現在(2010年)都沒變心。有著超出常人的行動力，在強制收容所其間把不毛之地變成良田。他說過「只要有太陽和水就有信心把所有土地都變成良田」。與一郎、志信同樣在回答美國政府的忠誠登記表的第27和28條問題時答「yes」。但因為當時只得17歲而免除入伍。取回繼承自長吉、一郎的平松農場後持續發展，最後成為大地主。2010年8月與分開70年的幸再次相見。
平松志津 - 寺島咲／劉惠雲
平松家長女。在美國出生的日裔第2代。由於日美關係惡化白人對日裔人的不滿情緒不斷升溫，1940年在長吉的判斷下與妹妹幸一起被送到日本。當初託付到島根長吉哥哥良助的家，良助為減少家內人口，把她強託於回廣島來遊玩的姑母家中。在廣島上女子學校，因身份問題不斷有人叫她「滾回美國」和對其作出欺凌，回家後又要在姑母家中不斷工作，和表兄妹的生活不能相比。
1945年8月6日，原子彈在廣島爆炸之後行蹤不明。後來在廣島市的醫院和妹妹團聚，兩年後的夏天因為原爆後遺症而死在京都。
太田(平松)幸 - 川島海荷／羅杏芝(回憶編)、岸惠子／蔡惠萍(現代編)
平松家次女。在美國出生的日裔第2代。日美關係惡化之後和姐姐志津同一命運，但不同的是後來不是去了廣島，而是沖繩。長大後因為痛苦的經歷和看見美國軍隊對日本的嚴重攻擊，所以對美國有有強烈敵意。

#### 平松家(日本)
平松忠男 - 魁三太郎／林保全
長吉的父親。
平松雅 - 梅澤昌代／黃鳳英
長吉的母親。志津和幸在良助家生活時為一關心她們的人。
平松良助 - 加藤虎之介／李錦綸
長吉的哥哥。年輕時是會為他人著想和充滿同情心的大好人，留下來照顧家人，贊成長吉前往美國。不過，志津和幸來到日本時已因生活困苦而不再為他人著想。與女兒對志津和幸相當不好。最後更要兩個妹妹照料志津和幸。
(平松)登喜 - 布施繪理／黃淑芬
長吉出嫁到廣島的妹妹。照顧志津。由於丈夫的商店生意不錯在當時都算生活不錯的人，但依然是不給志津正常的生活，要志津過度勞累工作，與自己的孩子過著相差好大的生活。後來的生活沒有詳細描寫，但相信全家都在廣島市原子彈爆炸時死亡。
貞夫 - 山崎銀之丞／潘文柏
登喜的丈夫，在廣島經營一家賣酒的商店。謙虛溫柔善良的人。相當怕老婆。
(平松)富砂 - 杉田薫／林芷筠
長吉出嫁到沖繩農家的妹妹。照顧幸。打算要幸幫助田地工作所以要求幸退學。自己都被性急的家姑不斷勞役，並不是真心討厭幸，但因為家姑的問題不得不表現作無同情心。在沖繩島戰役中全家死亡。
晴 - 吉田妙子／陸惠玲
富砂的家姑。不時說著要幸退學。性急和沒有同情心，不斷勞役幸，當幸持續上學時就不把足夠的飯給幸，更要她睡雜物室。

#### 與平松家相關的人

##### 美國
山岸登 - 大泉洋／李錦綸
原西雅圖日本人協會的代表者，被強制收入強制收容所之後，擔任日裔收容者和美國方面的中間人角色。當初小宮太助和平松次郎都叫山岸做「美國狗」，但自從小宮受到襲擊之後就成為次郎在收容所內建立農場的頭號支持者。
野中一馬 - 市川右近／劉昭文、招世亮
偕同家族與長吉一起赴美的第1代日裔美國人。向長吉說岡田先生在農場有工作比他們做。後來開設洗衣店，是長吉一家所信賴的人。
野中絹枝 - 吉田羊／陳凱婷
一馬的妻子。與一馬一起被強制遣返回日本。
岡田勇 - 小林稔侍／梁志達
長吉和野中赴美之前15年去到美國的第1代日裔美國人。為赴美的長吉和野中家族提供住處，相當支持長吉，之後成為西雅圖的日裔社會具有相當大影響力的人士，不過正因如此被當成敵對性外國人而被FBI拘留。之後再沒有出現。
岡田尋 - 広岡由里子／黃鳳英
岡田勇的妻子，平松一郎出生時助智平安生產。
小宮太助 - 笹野高史／林保全
原本在洛杉磯做園藝師，後來去到強制收容所，和平松家住在同一個宿舍共同生活。
小宮弘 - 中尾明慶／李凱傑
太助的兒子。據說在美國出生，由於父親的方針與母親和妹妹們一起回到日本接受教育，但因為知道日本徵兵而私自返回了美國，所謂的歸美2代。與父親一起被收容到強制收容所內，與平松家住在同一個宿舍。平素是一個想做就做的人，不過在關鍵時刻會作出有深度的思考。原本打算繼承父親工作成為園藝師，不過在回答美國政府的忠誠登記表其中兩條問題時，不理會父親想法答YES，使父親感到相當嘩然，自此父子的關係就斷絕了。
Catherine Clegg - Sharva Maynard／陸惠玲
長吉的老婦人鄰居。對誠實勤奮的平松夫妻相當有好感。兒子住在紐約，後來因為要和兒子同住而把農場平價出讓比長吉。
James Howard - Doug Vogel／潘文柏
想得到Catherine的農場，對日裔人長吉相當反感。平松一家入強制收容所之前，以便宜的價錢從一郎手上買下農場，不過因為戰爭中可以在農場工作的勞動力不多而且無人想要而不能轉賣，所以只好任由農場荒廢。
Betty - Albajeanne Macconnell／無
志信和一朗在新婚旅行時被多間酒店拒絕提供住處，感動相當不安的時候，主動請他們入住由日本人交由她保管的小旅館的老婦女。志信回憶時表示Betty是她來到美國之後，第一個遇見的好心白人。
無名老婦人 - 森康子／黃麗芳
在馬房收容所遇到平松家。談到自己的一子一女兒都因為反日問題而被辭工，對收容所可以照顧她的生活相當感激。
夏木 - 片岡愛之助／曹啟謙
與一郎一起在美國陸軍第442步兵團作戰的戰友。在華盛頓的美國陸軍第442步兵團凱旋巡行中手持為保護自己而戰死的一郎的遺照，被看見一郎遺照的平松一家叫住，完成與平松一家見面的心願。退伍之後成為律師，之後為向一郎的報恩而在好多事情上幫助平松家。

##### 日本
村上貞吉 - 緒方義博／盧國權
智的父親。
智的母親 - 和泉靖乃／程文意
最初反對智代替姐姐去美國，但最後都是接受了。
高木 - 北條隆博／陳卓智
幸在廣島時的教師。相當受學生歡迎，當時幸唯一的朋友。家裡是開米鋪，見幸吃得不足夠時主動分自己飯盒比幸。可是，由於反戰行為被憲兵隊捉拿，之後再沒有出現。
弓子 - 野口真緒／曾秀清
與幸一起進入沖繩學生救護隊。以後與幸一起被美軍救助。
菊池正行 - 大杉漣／陳欣
京都的醫生。性格非常親切，讓無處容身的志津和幸在自己的家居住。
菊池千代 - 高畑淳子／魏惠娥
菊池醫生的妻子。兩個兒子都因作為軍醫而戰死，媳婦都回到外家不再回來，加上戰後作為醫生的丈夫有大量工作相當少留在家中，所以感到有些空虛，當志津和幸來到自己的家時感到非常高興。請幸作縫紉的幫手。

### 現代編
鈴木一朗
第一話的起首登場。前述說過橋田壽賀子會執筆這個故事的契機的人物。用作對比現代的日本人和回憶編的日本人接受到待遇相差多大。
太田景子 - 堀内敬子／程文意
幸的媳婦。造就了次郎、志信和再次相聚的機會。
太田直人 - 加藤翼／高可慧
景子的兒子、幸的孫子。
Michael.拓也.平松 - 今井悠貴／張頌欣
志信和一朗的曾孫，日裔第5代。
Stephanie.櫻.平松 - 長渕文音／劉惠雲
志信和一朗的孻孫，日裔第4代。
Tom - Steve Wiley／李錦綸
櫻的戀人。
Ken.大和.平松 - 佐藤旭／陳欣
志信和一朗的兒子，日裔第3代。
Mary.和子.平松 - 唐木千惠巳／無
Ken的妻子。
Richard.睿太.平松 - 城全能成／無
志信和一朗的長孫，日裔第4代。拓也的父親。
Jessica.夏子.平松 - 尾上紫／林芷筠
睿太的妻子。
Paul.浩太.平松 - 荻原謙太郎／無
志信和一朗的次孫，日裔第4代。
Amanda.由紀.平松 - 押川美由起／無
浩太的妻子。

### 其他出演人士
- 只表示演員名字，次序不分先後。當中同時有回憶編和現代編的人物。

赤司まり子／川井つと／植田寧々/永本佳衣
東谷柊一／宮野薫／小柴亮太／斉藤春貴
土岐明里／五味綾音／鈴木ひろみ／阿沙子
生田麻里菜／安部洋花／日野誠二／坂東工
荒木秀行／島袋寛之／松山愛佳／永田沙紀
小森琴世／柴田由貴／嵯峨拓弥／住田隆
Jonathan McDonald

## 工作人員
- 脚本 - 橋田壽賀子
- 音樂 - 千住明
- 演出 - 福澤克雄
- 製作擔任 - 橋田壽賀子
- 制作 - TBS

## 各集標題
※作這裡的時刻表記，全部為日本時間。
| 集(夜)數                                          | 播出日期      | 播放時間 分集長度   | 原文標題 (中文標題)     | 原文副標題                                                                         | 收視率 |
| ------------------------------------------------- | ------------- | ------------------- | ----------------------- | ---------------------------------------------------------------------------------- | ------ |
| 第1夜                                             | 2010年11月3日 | 21:20-23:33 133分鐘 | アメリカ (美國)         | 未来を信じ、差別や戦争を逞しく生き抜いた、 家族の愛の物語                          | 12.6%  |
| 第2夜                                             | 2010年11月4日 | 21:00-23:13 133分鐘 | 一世と二世 (一代和二代) | 開戦〜日米に引き裂かれた家族… 愛と涙の別離                                         | 15.5%  |
| 第3夜                                             | 2010年11月5日 | 21:00-22:58 118分鐘 | 強制容所 (強制收容所)   | 屈辱の強制収容所へ迫られる選択… 戦うのは日本かアメリカか                           | 14.7%  |
| 第4夜                                             | 2010年11月6日 | 21:10-23:38 138分鐘 | 日系人部隊 (日裔人部隊) | 日系人部隊の決意〜 家族や仲間の名誉と誇りを懸けた戦い!! もうジャップとは呼ばせない | 14.6%  |
| 最終夜                                            | 2010年11月7日 | 21:00-23:28 148分鐘 | 再 (再會)               | 日米に引き裂かれた家族に奇跡の再会が… 平和を願う想いが今夜完結                     | 19.1%  |
| 平均收視率 15.3% （Video Research調查・關東地區） |               |                     |                         |                                                                                    |        |

重新編輯版本
| 各編 | 播出日期       | 播放時間 分集長度   | 播放内容            |
| ---- | -------------- | ------------------- | ------------------- |
| 前編 | 2011年12月26日 | 21:00-23:54 174分鐘 | 由第1、2夜編輯成    |
| 後編 | 2011年12月27日 | 18:30-23:34 304分鐘 | 由第3、4、5夜編輯成 |

## 註解
1. 1 2 3  兩條問題分別是:你是否願意加入美國武裝部隊，在任何條件下都承擔戰鬥任務？你是否願意宣誓絕對忠於合眾國，並忠誠地保衛它不受來自國內或國外的任何攻擊，包括日本帝國或其他外國政府、勢力和組織？
2. ↑  此角色的中年和老年都是由同一演員市川右近演出，但無綫電視版本就把中年和老年分開由兩人配音。
3. ↑  此角色於無綫電視版本只使用英文原音，沒有配音。
4. ↑  在得到鈴木一朗本人和相關機構/人物同意下演出其打棒球的影像。
5. 1 2 3 4  此角色於作品中無對白，所以沒有配音。

## 外部連結
- 99年的愛官方網站（页面存档备份，存于）

| 香港 無綫劇集台 星期六15:00-17:00及21:00-23:00                                       | 香港 無綫劇集台 星期六15:00-17:00及21:00-23:00 | 香港 無綫劇集台 星期六15:00-17:00及21:00-23:00 |
| ------------------------------------------------------------------------------------ | ---------------------------------------------- | ---------------------------------------------- |
|                                                                                      | （2011.10.15 - 2011.11.12）                    |                                                |
| （連播兩集） （2011.10.08）                                                          | （連播兩集） (2011.11.19 - 2011.12.17）        |                                                |
| 香港 高清翡翠台 週二至週六 01:45-04:00 8月25日 01:45-03:45 8月28日、29日 01:45-04:15 |                                                |                                                |
| 魔女的契約 （2012.08.16 - 2012.08.22）                                               | 99年的愛 （2012.08.23 - 2012.08.29）           | 時段取消                                       |
| 香港 無綫電視翡翠台 星期一 凌晨劇集時段 （每次播映一集）                             |                                                |                                                |
| 熱血警校~最後的晚餐 （2013.10.14） 熱血警校 （2013.10.21 - 2013.11.25）              | 99年的愛 （2013.12.02 - 2013.12.30）           | 遺留搜查2 （2014.01.06 - 2014.01.27）          |